# STIA Sousse
Le STIA Sousse (arabe : الشركة التونسية لصناعة السيارات سوسة) est un ancien club tunisien de football fondé en 1973 et disparu en 1993, et basé dans la ville de Sousse.
Il appartient à la Société tunisienne d'industrie automobile (STIA). Il est dissous à la fin de la saison 1992-1993 dans le cadre de la restructuration du football dans la ville de Sousse qui se traduit par la suppression de quatre clubs de la ville en vue de mobiliser tous les moyens au profit de l'équipe phare de la région, l'Étoile sportive du Sahel.

## Palmarès et bilan

### Palmarès
- Championnat de Tunisie de deuxième division (Centre/Cap Bon) (1) :
  - Champion : 1985
- Championnat de Tunisie de troisième division (Centre) (3) :
  - Champion : 1975, 1977, 1982
- Championnat de Tunisie de quatrième division (Centre) (1) :
  - Champion : 1974

### Bilan en Ligue I
| Saison    | Classement | Joués | Gagnés | Nuls | Perdus | B.P. | B.C. | Meilleurs buteurs                                        |
| --------- | ---------- | ----- | ------ | ---- | ------ | ---- | ---- | -------------------------------------------------------- |
| 1985-1986 | 14         | 26    | 5      | 7    | 14     | 17   | 41   | Maher Mougou (5), Moncef Ayech (4), Abdelhay Laatiri (2) |

### Bilan en coupe de Tunisie
L'équipe a dépassé deux fois seulement les seizièmes de finale de la coupe de Tunisie :
- 1985-1986 : Victoire contre le Lion sportif de Ksibet Sousse 1-0 (seizièmes) puis défaite contre le Stade tunisien 0-1 (huitièmes) ;
- 1987-1988 : Victoire contre l'Espérance sportive de Tunis 1-0 (seizièmes) puis défaite contre le Stade sportif sfaxien 0-2 (huitièmes).

### Parcours
- 1973-1974 : Division IV
- 1974-1975 : Division III Centre
- 1975-1976 : Division II Centre/Sud
- 1976-1977 : Division III Centre
- 1975-1981 : Division II Centre/Sud
- 1981-1982 : Division III Centre
- 1982-1985 : Division II Centre/Cap Bon
- 1985-1986 : Division nationale (Ligue I)
- 1986-1993 : Division d'honneur (Ligue II)

## Personnalités

### Présidents
- 1973-1992 : Youssef Ben Romdhan
- 1992-1993 : Mokhtar Khadhraoui

### Entraîneurs
- 1973-1974 : Mohsen Habacha
- 1974-1976 : Mohamed Ben Afia
- 1976-1977 : Habib Mougou
- 1977-1978 : Mohsen Habacha
- 1978-1980 : Raouf Ben Amor
- 1980-1981 : Mohamed Ben Afia puis Jalloul Gharbi
- 1981-1982 : Jalloul Gharbi
- 1982-1983 : Jalloul Gharbi puis Hassen Mehri
- 1983-1984 : Mohsen Habacha puis Ben Abdeljelil
- 1984-1988 : Raouf Ben Amor
- 1988-1989 : Mohsen Habacha
- 1989-1990 : Raouf Ben Amor
- 1990-1991 : Habib Bouhlal puis Ahmed Ajlani
- 1991-1992 : Khaled Hosny
- 1992-1993 : Habib Chouba puis Ferid Ben Nasr